# Soberana 02
Soberana 02 nebo Soberana 2, technickým názvem FINLAY-FR-2, je vakcína proti covidu-19 vyráběná Finlayovým Institute a kubánským epidemiologickým výzkumným ústavem. Vakcína je v Íránu známá jako Pasto Covac (persky: پاستوکووک‎), kde byla vyvinuta ve spolupráci s Pasteurovým institutem v Íránu.
Jedná se o konjugovanou vakcínu, která vyžaduje dvě dávky, přičemž druhá se aplikuje 28 dní po prvním očkování. Třetí (posilovací) dávka jménem Soberana Plus může být podána 56. den. V červnu 2021 obdržela vakcína povolení pro nouzové použití v Íránu a v srpnu 2021 na Kubě, kde byla schválena také pro děti starší 2 let.
Název vakcíny Soberana pochází ze španělštiny a znamená „panovník“. Navazuje na předchozí kandidátskou vakcínu s názvem SOBERANA-01 (FINLAY-FR-1).

## Lékařské použití
Vakcína se běžně podává ve dvou dávkách. Druhá dávka se aplikuje čtyři týdny po první injekci. V osmém týdnu je možnost podat také třetí (posilující) dávku – ve formě přípravku Soberana Plus.

### Účinnost
Průběžné výsledky klinických testů fáze III na Kubě ukázaly účinnost 62 % již po dvou dávkách. Účinnosti dvoudávkové vakcíny 62 % proti symptomatickému onemocnění bylo dosaženo během převládajícího přenosu beta VOC. V kombinaci s posilovací dávkou Soberana Plus vykazovala vakcína podle organizace BioCubaFarma účinnost 91,2 %.
Výsledky klinické studie fáze III v Íránu ukazují, že účinnost dvoudávkového režimu je 51,31 % proti symptomatickému onemocnění, 78,35 % proti závažnému onemocnění a 76,78 % proti hospitalizaci. Třetí dávka přípravku Soberana Plus zvyšuje účinnost proti symptomatickému onemocnění na 70,58 %, proti závažnému onemocnění na 83,52 % a proti hospitalizaci na 91,76 %. 89 % případů v íránské studii bylo identifikováno jako kmen delta.
Konečné výsledky klinických studií fáze III na Kubě ukazují účinnost proti symptomatickému onemocnění 71 % proti kmenům beta a delta, zatímco třetí dávka Soberana Plus zvýšila účinnost až na 92,4 %. U heterologního třídávkového režimu je účinnost proti těžkému onemocnění a smrti 100 %.

## Farmakologie
FINLAY-FR-2 je konjugovaná vakcína. Skládá se z receptorové vazebné domény spike proteinu SARS-CoV-2 chemicky konjugovaného s tetanovým toxoidem.
Profesor Ihosvany Castellanos Santos řekl, že antigen je bezpečný, protože obsahuje pouze části viru namísto celého živého viru, a proto nevyžaduje zvláštní chlazení, jako ostatní světové kandidátní vakcíny.

## Výroba
Podjednotka spike proteinu je produkována v buněčné kultuře CHO. V článku listu ACS Chemical Biology vědci z Kuby vysvětlují podrobnosti o technologii a výrobě vakcín.
Produkce
1. Kuba[19][20]

Plánovaná produkce
1. Írán

Potenciální produkce
1. Ghana
2. Argentina

### Na Kubě
Kubánská vláda říká, že plánuje vyrobit 100 milionů dávek své vakcíny, aby reagovala na místní poptávku a poptávku ostatních zemí. Kuba také navrhla, že jakmile bude vakcína schválena, nabídne ji turistům, kteří zemi navštíví.
Výroba první várky asi 100 000 dávek začne v dubnu. José Moya, zástupce Světové zdravotnické organizace a kubánské Panamerické zdravotnické organizace (PAHO), navrhl, že poté, co vakcína projde všemi klinickými fázemi, mohla by být zařazena do PAHO revolvingového fondu.
Zavedení vakcíny začalo „intervenčními klinickými testy“, které probíhaly naočkováním 150 000 rizikových účastníků, kterými jsou podle všeho zdravotničtí pracovníci. Dne 11. dubna 2021 Ministerstvo veřejného zdraví Kuby oznámilo, že 75 000 zdravotnických pracovníků bylo naočkováno první dávkou jedné ze dvou kubánských vakcín fáze III (druhou je Abdala).

### Mimo Kubu
Vietnam, Írán, Venezuela, Argentina, Pákistán, Indie, Africká unie, Jamajka a Surinam projevily zájem o nákup vakcíny po výsledcích 3. fáze.
Írán podepsal dohodu o výrobě vakcíny a Argentina o ní vyjednává. Kubánská vláda navíc nabídla „poskytnutí technologie výroby“ Ghaně a také dodá „aktivní materiály“ potřebné k výrobě vakcíny.
Zatímco cena je v současnosti neznámá, komerční strategie vakcíny bude záviset na kombinaci „dopadu na zdraví“ a schopnosti kubánského systému finančně podporovat „výrobu vakcín a léků pro zemi“, uvedl ředitel Finlayova institutu, Vicente Vérez.

## Klinické testy

### Fáze I
Varianta FINLAY-FR-2, jejíž vývoj začal v říjnu 2020, měla podle kubánského veřejného registru klinických studií 40 dobrovolníků ve fázi I s otevřenou, sekvenční a adaptivní studií pro posouzení bezpečnosti, reaktogenity a prozkoumání imunogenicity vakcíny.

### Fáze II
Fáze IIa zahrnovala 100 Kubánců a fáze IIb vakcíny bude mít 900 dobrovolníků ve věku 19 až 80 let. Vicente Vérez, generální ředitel Finlay Vaccine Institute, řekl, že vakcína vykazovala imunitní odpověď 14 dní po podání. Druhá fáze byla pod dohledem íránských úředníků z Pasteurova institutu.

### Fáze III
Fáze III byla zahájena na začátku března, jak bylo původně plánováno, a „připravené výsledky ke zveřejnění“ se očekávali v červnu. Účastníci klinických testů byli rozděleni do tří skupin: první skupina dostane dvě dávky vakcíny s odstupem 28 dnů, další skupina dostane dvě dávky plus třetí posilující dávku (Soberana Plus) a třetí skupina placebo.
Ačkoli se testů účastní tisíce dospělých účastníků z Havany, kubánští představitelé veřejného zdraví uvedli, že budou muset provést klinické testy fáze III také v zahraničí, protože na ostrově nebylo dostatečně velké ohnisko případů nákazy, aby bylo možné vytvořit smysluplné statistiky o ochraně poskytované zkoumanou vakcínou.
13. března 2021 kubánská obchodní skupina pro biotechnologie a farmaceutický průmysl (BioCubaFarma) na sociálních sítích oznámila, že odeslala 100 000 dávek své kandidátské vakcíny proti koronaviru Soberana 02 do Pasteurova institutu v Íránu ke klinickému testování, „jako součást spolupráce s dalšími zeměmi ve vývoji vakcín proti covidu-19.“
26. dubna 2021 bylo schváleno zahájení testovací fáze III v Íránu. Tato fáze byla vedena Pasteurovým institutem v Íránu. Dříve bylo oznámeno, že institut bude hostit fázi 3 za předpokladu „přenosu technologií a společné výroby“.
Fáze III klinických testů v Íránu byla provedena na 24 000 dospělých ve věku od 18 do 80 let v 8 městech. Výsledky studie v Íránu ukazují, že účinnost dvoudávkového režimu je 51,31% proti symptomatickému onemocnění, 78,35% proti závažnému onemocnění a 76,78% při prevenci hospitalizace. Třetí dávka přípravku Soberana Plus zvyšuje účinnost proti symptomatickému onemocnění na 70,58%, proti závažnému onemocnění na 83,52% a prevenci proti hospitalizaci na 91,76%. Studie byla provedena, když v zemi převládala delta varianta, přičemž 89% případů v íránském pokusu bylo identifikováno jako kmen delta. Vzhledem k omezenému počtu hlášených úmrtí ve studii bylo prakticky nemožné analyzovat účinnost proti úmrtí pro režimy dvou i tří dávek.
Mexiko plánuje hostit fázi 3 klinických testů.
Konečné výsledky studie fáze III na Kubě ukazují účinnost proti symptomatickému onemocnění 71,0% proti kmenům beta a delta, zatímco třetí dávka Soberana Plus zvýšila účinnost až na 92,4%. U heterologního třídávkového režimu je účinnost proti těžkému onemocnění a smrti 100%.

### Klinické testy pro děti a dorost
V červnu 2021 Soberana zahájila klinické testy fáze I/II pro děti a dospívající ve věku 3-18 let.

### Intervenční studie
Intervenční studie se odehrává jak v Havaně, hlavním městě Kuby, tak v Santiagu de Cuba, druhém nejlidnatějším městě Kuby a v dalších provinciích. 6. května 2021 Finlayský Institut vakcín na sociálních sítích oznámil, že byly pozorovány následující nežádoucí účinky: bolest v místě vpichu (20 % účastníků), zánět v místě vpichu (5 %) a celkový diskomfort (5 %).

### Povolení
Dne 29. června 2021 byla Soberana 02 povolena pro nouzové použití v Íránu.
20. srpna 2021 získala Soberana 02 povolení pro nouzové použití na Kubě. Dne 3. září 2021 bylo povolení rozšířeno i pro děti ve věku 2–18 let.